# Paralichthyidae

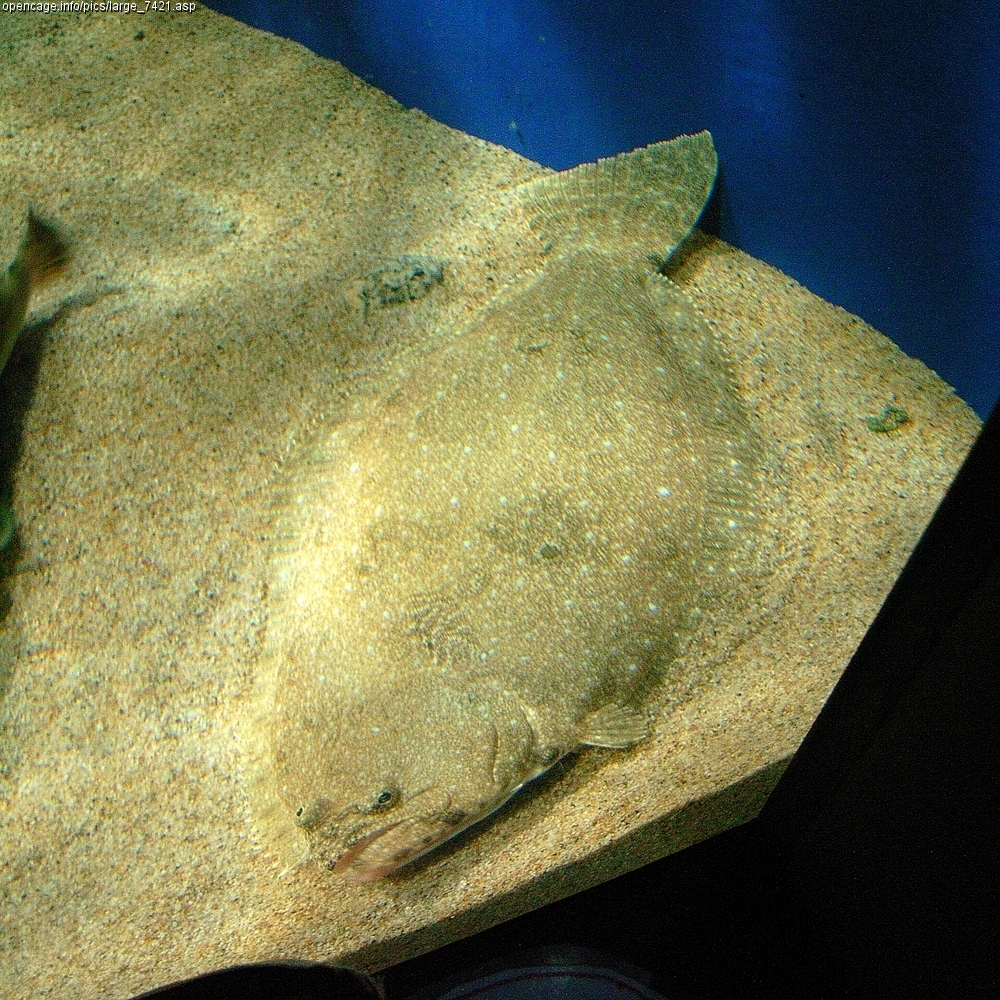
Mimetismo con el fondo arenoso en un Paralichthys olivaceus

Los lenguados areneros pertenecen a la familia Paralichthyidae de peces incluida en el orden Pleuronectiformes, la mayoría marinos distribuidos por los océanos Atlántico, Índico y Pacífico y con algunas raras especies de agua dulce. Su nombre procede del griego: paralia (costa marina) + ichthys (pez).
Aparecen por primera vez en el registro fósil en el Mioceno, durante el Terciario superior.
Hay varias especies de cierta importancia pesquera, tanto para pesca comercial como deportiva.
Tienen los ojos en el lado izquierdo de la cabeza, no tienen espinas ni en las aletas pectorales ni en las pélvicas, la base de estas últimas es corta y casi simétrica.
El desove se lleva a cabo con abandono de la puesta de huevos, los cuales tienen en la yema un único glóbulo de aceite.

## Géneros
Se considera en la actualidad que existen 116 especies agrupadas en los siguientes 14 géneros:
- Ancylopsetta (Gill 1864)
- Cephalopsetta (Dutt y Rao 1965)
- Citharichthys (Bleeker 1862)
- Cyclopsetta (Gill 1889)
- Etropus (Jordan y Gilbert 1882)
- Gastropsetta (Bean 1895)
- Hippoglossina (Steindachner 1876)
- Paralichthys (Girard 1858)
- Pseudorhombus (Bleeker 1862)
- Syacium (Ranzani 1842)
- Tarphops (Jordan y Thompson 1914)
- Tephrinectes (Günther 1862) - Colocado en esta familia solo provisionalmente.[1]
- Thysanopsetta (Günther 1880) - Colocado en esta familia solo provisionalmente.[1]
- Xystreurys (Jordan y Gilbert 1880)

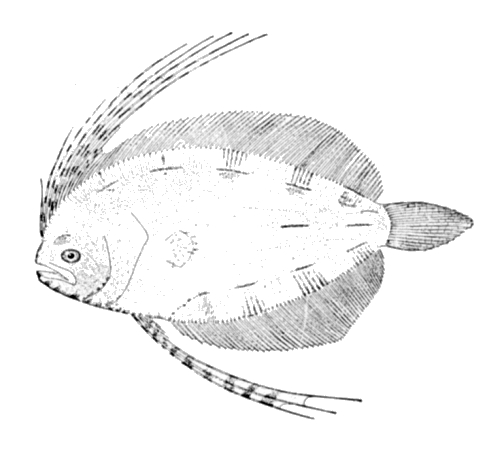
Ancylopsetta dilecta
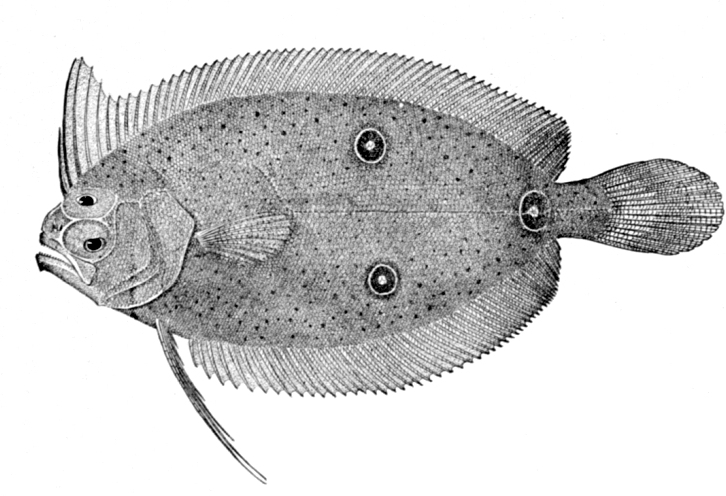
Ancylopsetta dilecta
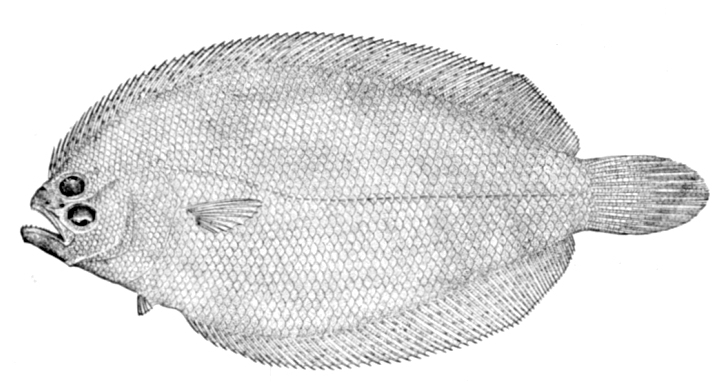
Citharichthys spilopterus
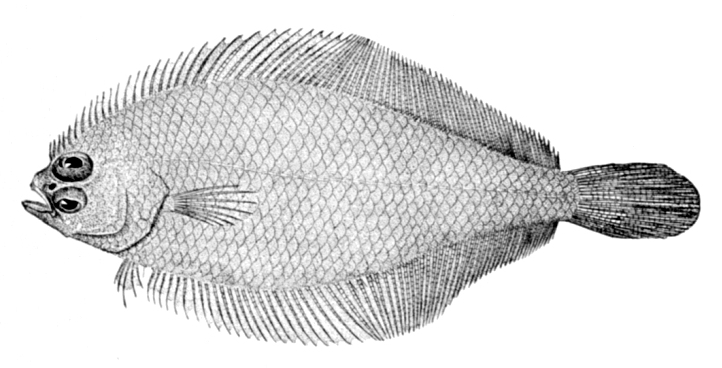
Citharichthys arctifrons
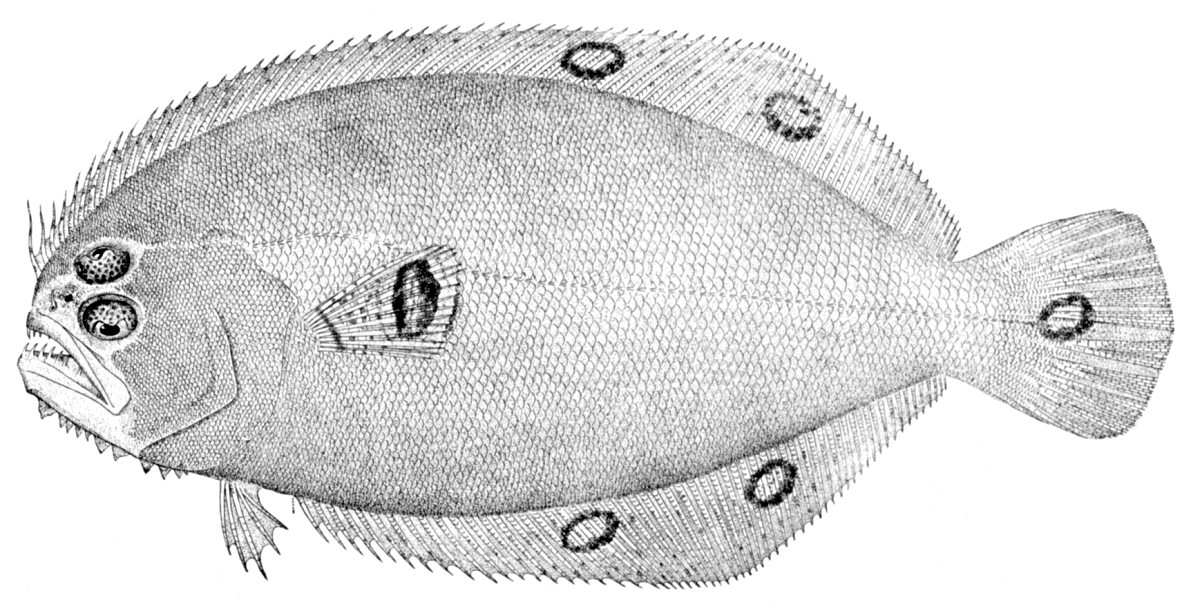
Cyclopsetta fimbriata
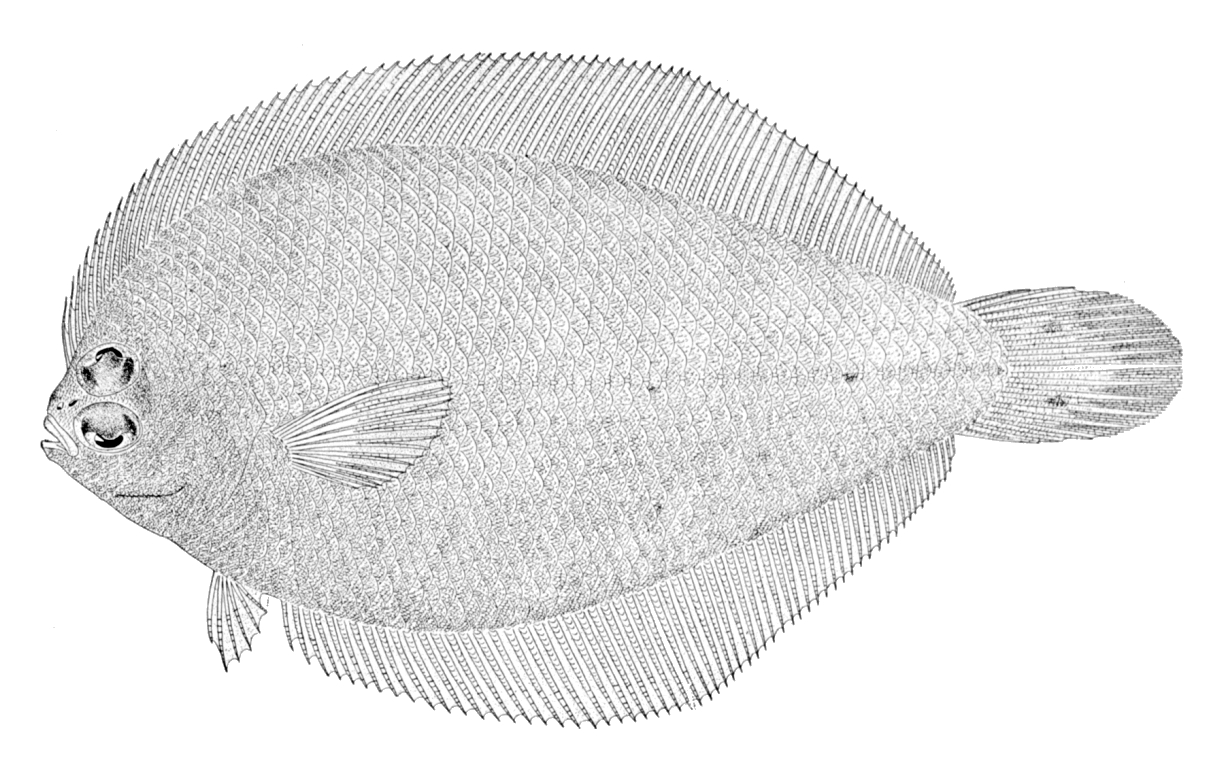
Etropus rimosus
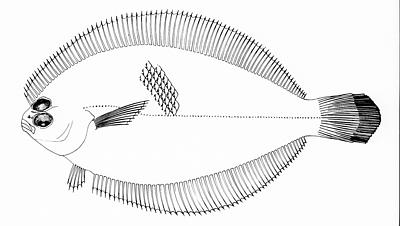
Etropus microstomus
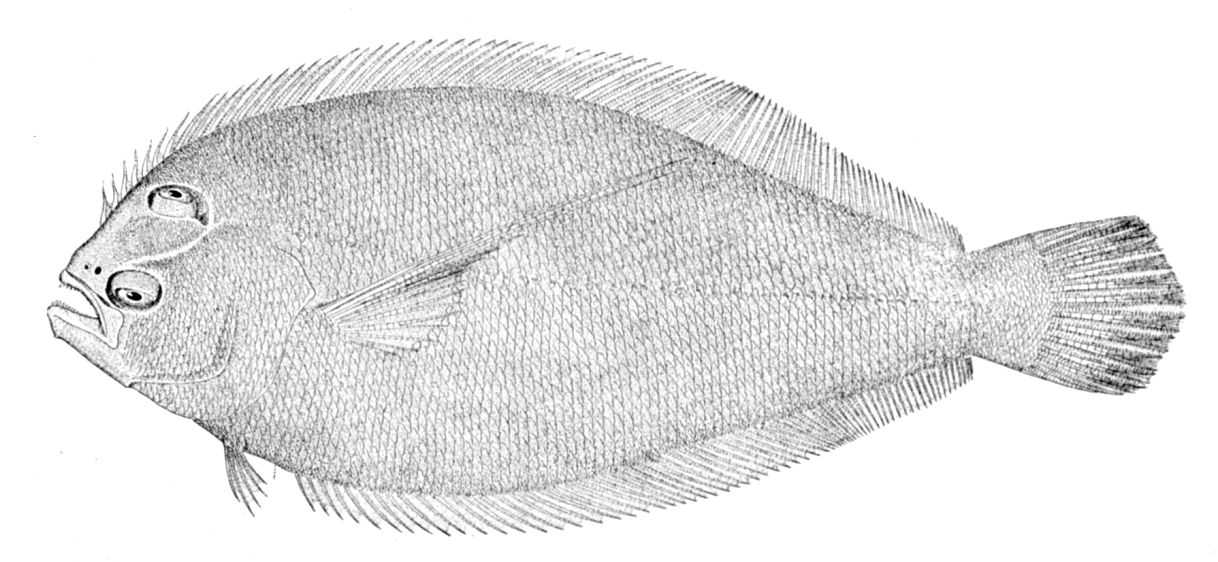
Syacium papillosum